# Bad Brains (álbum)
Bad Brains es el primer álbum de estudio de la banda norteamericana de hardcore punk Bad Brains. Adam Yauch de Beastie Boys dijo que "éste es el mejor disco de hardcore punk de la historia". Al principio sólo fue editado en casete, pero más tarde se reeditó en CD y vinilo.

## Listado de canciones
| Lado A |                      |          |  |
| N.º    | Título               | Duración |  |
| 1.     | «Sailin' On»         | 1:55     |  |
| 2.     | «Don't Need It»      | 1:07     |  |
| 3.     | «Attitude»           | 1:19     |  |
| 4.     | «The Regulator»      | 1:08     |  |
| 5.     | «Banned in D.C.»     | 2:12     |  |
| 6.     | «Jah Calling»        | 2:31     |  |
| 7.     | «Supertouch/Shitfit» | 2:31     |  |
| 8.     | «Leaving Babylon»    | 4:10     |  |

| Lado B |                            |          |  |
| N.º    | Título                     | Duración |  |
| 9.     | «Fearless Vampire Killers» | 1:07     |  |
| 10.    | «I»                        | 2:05     |  |
| 11.    | «Big Take Over»            | 2:57     |  |
| 12.    | «Pay to Cum»               | 1:25     |  |
| 13.    | «Right Brigade»            | 2:27     |  |
| 14.    | «I Luv I Jah»              | 6:22     |  |
| 15.    | «Intro»                    | 0:45     |  |

| Canciones adicionales en la reedición de 1996 |                     |          |  |
| N.º                                           | Título              | Duración |  |
| 16.                                           | «Jah the Conqueror» | 2:11     |  |

## Créditos
- H.R. - voces
- Dr. Know - guitarra
- Darryl Jenifer - bajo
- Earl Hudson - batería